# Verbena tweedieana
Verbena tweedieana — вид трав'янистих рослин родини Вербенові (Verbenaceae), поширений у пд. Бразилії, пн. Аргентині, Парагваї, Уругваї, Болівії.

## Опис
Розпростерта трава, стебла лежачі з висхідними квітковими гілками, щільно жорстко волосиста. Листки коротко черешкові, черешок 4–7 мм, листові пластини 40–50 × 7–15 мм, цілі, від яйцюватих до трикутних, вершини гострі, основи урізані, поля лопатеві або глибоко зубчасті, обидві поверхні щільно жорстко волосисті.
Суцвіття — щільні багатоквіткові колоски, збільшені в плодоношенні. Квіткові приквітки 2.5–6 мм, яйцюваті з гострою верхівкою, запушеність: жорсткі залозисті волоски, поля війчасті. Чашечка довжиною 8–12 мм, зі щільними жорсткими залозистими волосками, трикутні зубчики 0.5 мм. Віночок бузковий або рожевий, рідкісно білий, 14–19 мм, зовні війчастий.

## Поширення
Поширений у пд. Бразилії, пн. Аргентині, Парагваї, Уругваї, Болівії.
Населяє узбіччя, відкриті ділянки, піщані ґрунти та узлісся, на висотах від 100 до 2600 метрів.